# Aquanirmus australis
Aquanirmus australis är en insektsart som beskrevs av Kettle 1974. Aquanirmus australis ingår i släktet Aquanirmus och familjen fjäderlöss. Inga underarter finns listade i Catalogue of Life.